# Avenida Sepúlveda

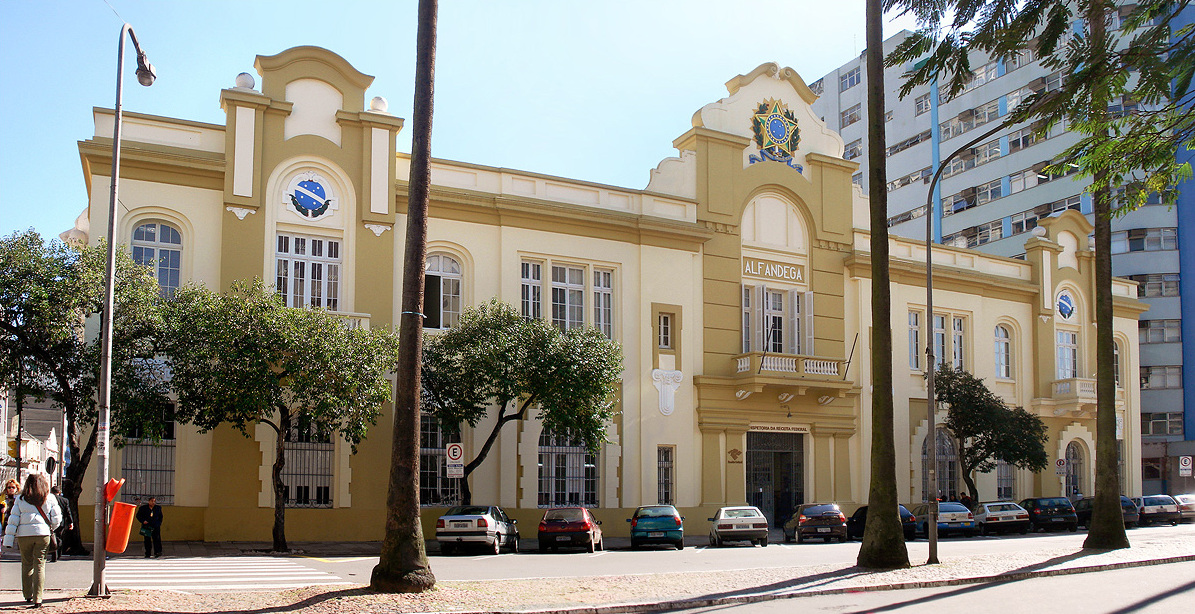
Prédio da Antiga Alfândega, atualmente Inspetoria da Receita Federal de Porto Alegre

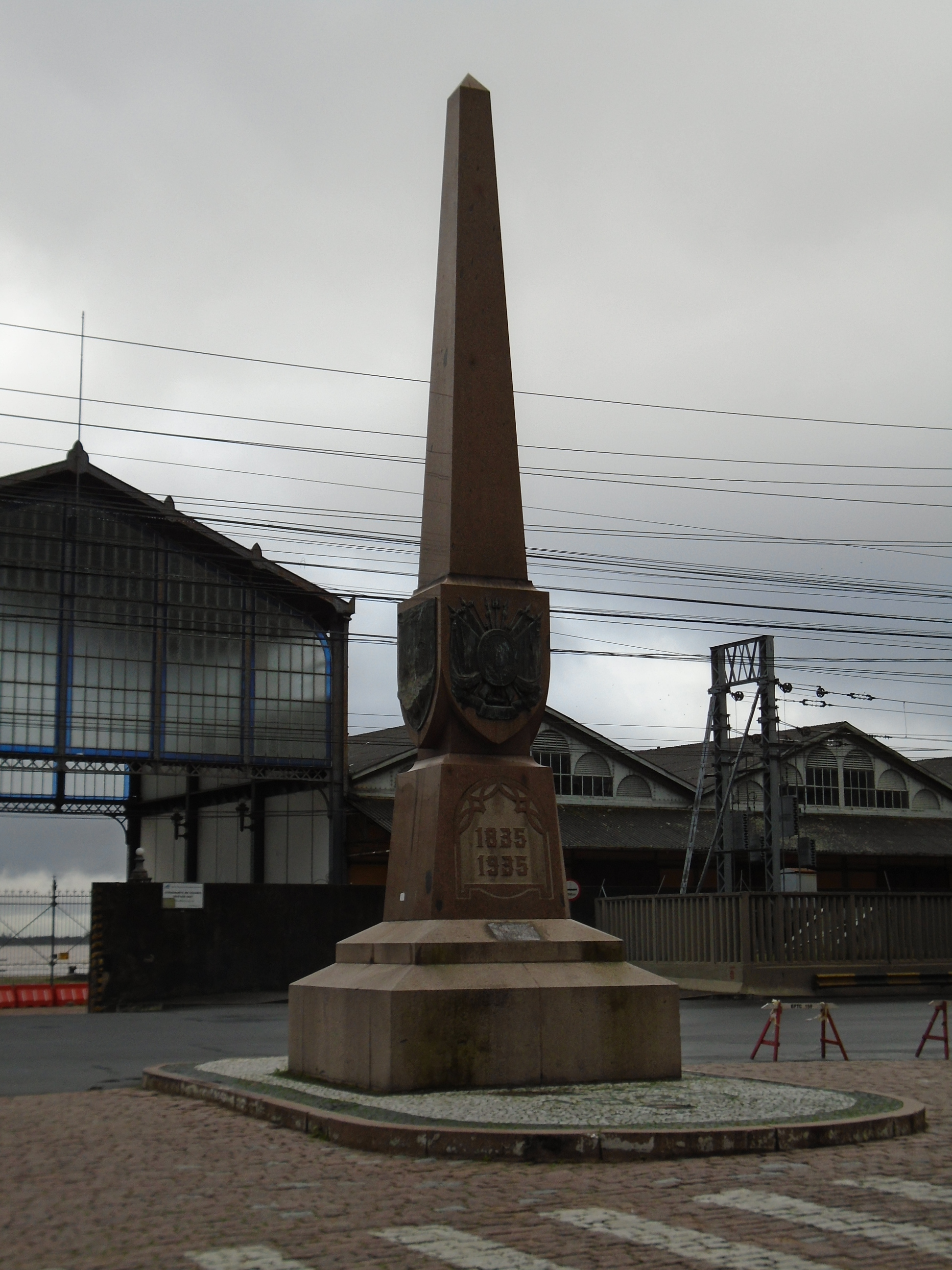
Obelisco da Avenida Sepúlveda

A Avenida Sepúlveda é uma via pública localizada no centro histórico de Porto Alegre, capital do estado brasileiro do Rio Grande do Sul. Começa na Avenida Mauá e termina na Praça da Alfândega.

## Histórico
A avenida foi implantada a partir de 1912, em área do aterro para a construção do cais do porto.
Em 1925 foi urbanizada e recebeu do intendente Otávio Rocha a denominação mantida até hoje, em homenagem ao oficial português Manoel Jorge Gomes de Sepúlveda que, sob o falso nome de José Marcelino de Figueiredo foi governador e capitão-general da Capitania do Rio Grande de São Pedro, e o virtual fundador de Porto Alegre.

## Atrações
- Prédio da antiga alfândega de Porto Alegre (atual Prédio da Inspetoria da Receita Federal), projetado pelo arquiteto alemão Hermann Otto Menschen, em estilo eclético, e que levou 22 anos para ser concluído devido a problemas contratuais e escassez de recursos.[3]
- Obelisco da Avenida Sepúlveda, doado pela colônia portuguesa radicada em Porto Alegre e implantado no centro da avenida.[2] Foi uma homenagem ao centenário da Revolução Farroupilha e apresenta a efígie de José Marcelino de Figueiredo Sepúlveda.[4]

### Referência bibliográfica
- Franco, Sérgio da Costa. Guia Histórico de Porto Alegre. Porto Alegre: Editora da Universidade (UFRGS)/Prefeitura Municipal, 1988